# Jolene (canción)
«Jolene» es una canción escrita e interpretada por Dolly Parton en su álbum homónimo Jolene de 1973, producido por Bob Ferguson. Está situado en el puesto número 217 de las 500 mejores canciones de todos los tiempos según la revista Rolling Stone.

## Historia
Jolene cuenta la historia de un ama de casa que se enfrenta a otra mujer seductora y voluptuosa que según la primera, está intentando robarle a su marido. En la canción, el ama de casa implora: "por favor, no te lo lleves sólo porque lo puedas hacer". La canción se convirtió en la segunda canción en solitario número uno en Estados Unidos, tras ser publicado como sencillo a finales de 1973 (antes que el lanzamiento del álbum). Alcanzó la posición número 1 en febrero de 1974 y fue también un hit pop entrando en las listas de Reino Unido un año después entrando en la séptima posición del  UK Singles Chart.
Según Parton, la inspiración para la historia fue una trabajadora de banco alta y pelirroja que Parton pensaba que estaba intentando ligar con su marido, así como las continuas visitas al banco de su vulnerable marido para hablar con ella. En la puesta en escena de la canción, Dolly sostenía que luchó con uñas y dientes por su marido. El nombre Jolene viene de una niña pelirroja de ojos verdes a la que había firmado un autógrafo en un concierto

Yo le pregunté, "¿cuál es tu nombre?" Y ella me respondió, "Jolene". Y yo dije "Jolene, Jolene, Jolene". Yo dije, "eso es lindo, eso suena como una canción. Voy a escribir una canción sobre ello".

En la serie de televisión Agatha All Along de Marvel Studios se hace una referencia a esta canción, con dos imágenes de una cámara de seguridad de 1972, las que muestran que Jolene podría tratarse de Agatha Harkness.

## Posicionamiento en listas de éxitos
| Listas (1973–1974)                           | Posición |
| -------------------------------------------- | -------- |
| U.S. Billboard Hot Country Singles           | 1        |
| U.S. Billboard Hot 100                       | 60       |
| U.S. Billboard Hot Adult Contemporary Tracks | 44       |
| Canadian RPM Country Tracks                  | 1        |
| Canadian RPM Top Singles                     | 84       |
| Canadian RPM Adult Contemporary Tracks       | 40       |
| U.K. Singles Chart                           | 7        |
| Irish Singles Chart                          | 8        |
| Swedish Singles Chart                        | 16       |
| Danish Singles Chart                         | 19       |

## Versiones
Entre otras muchas versiones destacan:
- La versión de Olivia Newton-John de la canción aparece en su álbum de 1976 Come on Over.
- En 1985 el dúo de Pop Rock/ New Wave Strawberry Switchblade realizó una versión de esta canción, el cual solo fue lanzado en Reino Unido.
- La versión en merengue de Las Chicas del Can la canción es lanzada en 1986 y es del álbum Pegando Fuego.
- La versión de Sherrié Austin es la segunda canción de su álbum de 2001 Followin' A Feeling.
- The White Stripes:"Jolene (Live Under Blackpool Lights" apareció como sencillo en directo de The White Stripes. El sencillo consiguió la posición 16 en el UK singles chart en noviembre de 2004. El grupo había sacado antes una versión de estudio de "Jolene" como cara B de su sencillo del año 2000 "Hello Operator". En Australia, la canción llegó al número 10 en la Triple J del ranking Hottest 100 de 2004.
- La banda punk Me First and the Gimme Gimmes la versiona en su canción  Love Their Country de 2006.
- The Sisters of Mercy ha versionado varias veces esta canción como forma de provocar a la audiencia. Puede escucharse en su live bootleg Amphetamine-Boeblingen.
- Dot Marie Jones interpretando al personaje de entrenadora Beiste versionó la canción en la serie de televisión Glee, en el episodio "I Kissed a Girl" estrenado el 29 de noviembre de 2011
- Samuel Larsen cantó esta canción en la final de The Glee Project. Él termina siendo el ganador (junto con Damian McGinty)
- En 2012 la cantante estadounidense Miley Cyrus realizó una versión de la canción que forma parte de The Backyard Sessions. Anteriormente la había interpretado a Dúo con Dolly Parton, su madrina.[4] Así, el video consiguió alcanzar las 100 millones de reproducciones, dando lugar a que se convirtiese en un clásico en el repertorio de Cyrus, quien la interpretó en varias presentaciones y conciertos.
- La canción también es interpretada por la cantante Anneke van Giersbergen (Cantante de Agua de Annique actualmente, exvocalista de The Gathering) y Danny Cavanagh (cantante y guitarrista, fundador de la banda inglesa Anathema)
- Jolene fue parte del primer casete del grupo Fantasía de Punitaqui, liderado en ese entonces por Paskual Ramírez. En el año 2000 con Paskual y su Alegría el tema fue regrabado y apareció en el CD "Internacional" lanzado el mismo año por Calipso Records. Ambas versiones fueron interpretadas por una mujer, y aparecieron bajo el nombre de "Joline".
- En 2015 el DJ y productor Ferreck Dawn hizo una versión Deep House de esta canción.
- En 2016 Dolly Parton junto con Pentatonix han hecho una nueva versión, esta vez a capela.
- En la más reciente historia de la artista también ha cantado su famosa canción "Jolene" con Miley Cyrus.
- Como celebración del Record Store Day de 2019, el trío mallorquín de art rock You Choose versionó la canción transformándola en una particular mezcla de todo tipo de géneros y estilos musicales.[5]
- En el 2020 el dúo integrado por Becky G y Chiquis Rivera lanzan en español y cumbia "Jolene".
- En 2024, la cantante estadounidense Beyoncé incluyó un cover de Jolene en su octavo álbum de estudio, Cowboy Carter.